# Anglistika
Anglistika je grana filologije koja se bavi proučavanjem engleskog jezika, književnosti na engleskom jeziku i kulture naroda engleskog govornog područja.
Do polovice 19. stoljeća, anglistika se najčešće grupirala u studij germanistike, odnosno svih jezika germanske porodice. Potom se znanost germanistike odvojila na tri zasebna područja: germanistiku (kao znanost o njemačkim jezicima i njima bliže srodnima), anglistiku i skandinavistiku. Važan je za razvoj anglistike kao samostalne znanosti bio Henry Sweet putem svojeg Priručnika za fonetiku iz 1877. godine. U novije doba, američka se književnost profilirala kao zaseban studij, a za njom su uslijedile i književnosti drugih anglofonih regija, poput australske i afričke književnosti na engleskome.

## Studiji u Hrvatskoj
Anglistika se danas u Hrvatskoj studira na Sveučilištu u Zagrebu kao jednopredmetni i dvopredmetni studij na Filozofskom fakultetu, na Filozofskom fakultetu u Rijeci (prvotno Pedagoškome fakultetu, a od 1996. godine kao dvopredmetni studij u kombinaciji sa studijem Hrvatskoga jezika i književnosti, poslije i kao odvojeni studij), na Filozofskom fakultetu u Osijeku na Sveučilištu u Zadru, Filozofskom fakultetu u Splitu (od 2001. godine) te Filozofskom fakultetu u Puli (gdje je odsjek osnovan 2018. godine).

### Zagreb
Prvu nastavu engleskoga na Sveučilištu u Zagrebu izvodio je lektor Aleksandar Lochmer, koji je s tim radom započeo 1889. godine, a naslijedio ga je 1919. godine leksikograf i učitelj Milan Drvodelić. Lektorat engleskoga jezika i književnosti (prvu iteraciju studija) na Filozofskom je fakultetu u Zagrebu punopravno osnovao Josip Torbarina tek 1934. godine, a već je iduće godine dobio vlastitu knjižnicu. Lektorat se zatim 1944. godine formira u Engleski seminar kao sastavnicu Odsjeka za germanistiku, a u njegovom su okviru djelovale odvojene katedre za jezik i književnost. Anglistika se potom od germanistike konačno osamostaljuje kao cjelovit studij 1961. godine.
Godine 1981. na Odsjeku za anglistiku uspostavlja se katedra za amerikanistiku pod vodstvom Željka Bujasa, a njezin je opseg bila cjelovita civilizacija SAD-a. Nakon nje, sredinom 1980-ih, osnovana je i katedra za metodiku nastave na zalaganje Mirjane Vilke, koja se fokusira na proces usvajanja engleskoga. Konačno, 1994. godine u sklopu odsjeka formirala se i Katedra za švedski jezik i književnost (danas Katedra za skandinavistiku) pod vodstvom Dore Maček, a s njim i slobodni studij švedskoga u trajanju 3 godine.

### Zadar
Na zadarskom je sveučilištu, pri tadašnjem Filozofskom fakultetu, 1956. godine osnovan Odjel za engleski jezik i književnost, a nastava se engleskoga izvodila unutar studija germanistike. Udruženjem Filozofskog fakulteta sa Sveučilištem u Splitu, Odjel za engleski postaje dijelom Odjela za filološke znanosti. Godine 2009. biva uspostavljen Odjel za anglistiku pri Sveučilištu u Zadru, koji iste godine dobiva pripadajuću Katedru za amerikanistiku, a 2011. godine i Katedru za engleski jezik i primijenjenu lingvistiku. Već godinu dana kasnije, odjel se upotpunjuje osnivanjem Katedre za engleske književne studije.

## Vanjske poveznice
- Portal Znanost: anglistika